# Gröndal
För andra betydelser, se Gröndal (olika betydelser).
Gröndal är en stadsdel i Söderort inom Stockholms kommun, belägen väster om Liljeholmen. Gröndal började utvecklas som en tidig arbetar- och fabriksförstad i samband med Västra stambanans utbyggnad förbi Liljeholmen på 1860-talet. Området ingick från 1898 i Liljeholmens municipalsamhälle inom Brännkyrka kommun, vilken 1913 inkorporerades med Stockholms stad. Stadsdelen, vars område under åren 1926–1934 benämndes Ekensberg, har fått sitt nuvarande namn efter egendomen Stora Gröndal. Till Gröndal hör Mälarens vattenområde i väster med ungefär norra halvan av Mörtviken och de båda öarna Lindholmen och Rotholmen.
Under 1940- och 1950-talen blev stadsdelen känd genom de stjärnhus och terrasshus, ritade av arkitektfirman Backström & Reinius, som uppfördes av byggmästare Olle Engkvist (se Stjärnhusen, Gröndal och Terrasshuset, Gröndal). 

## Historia

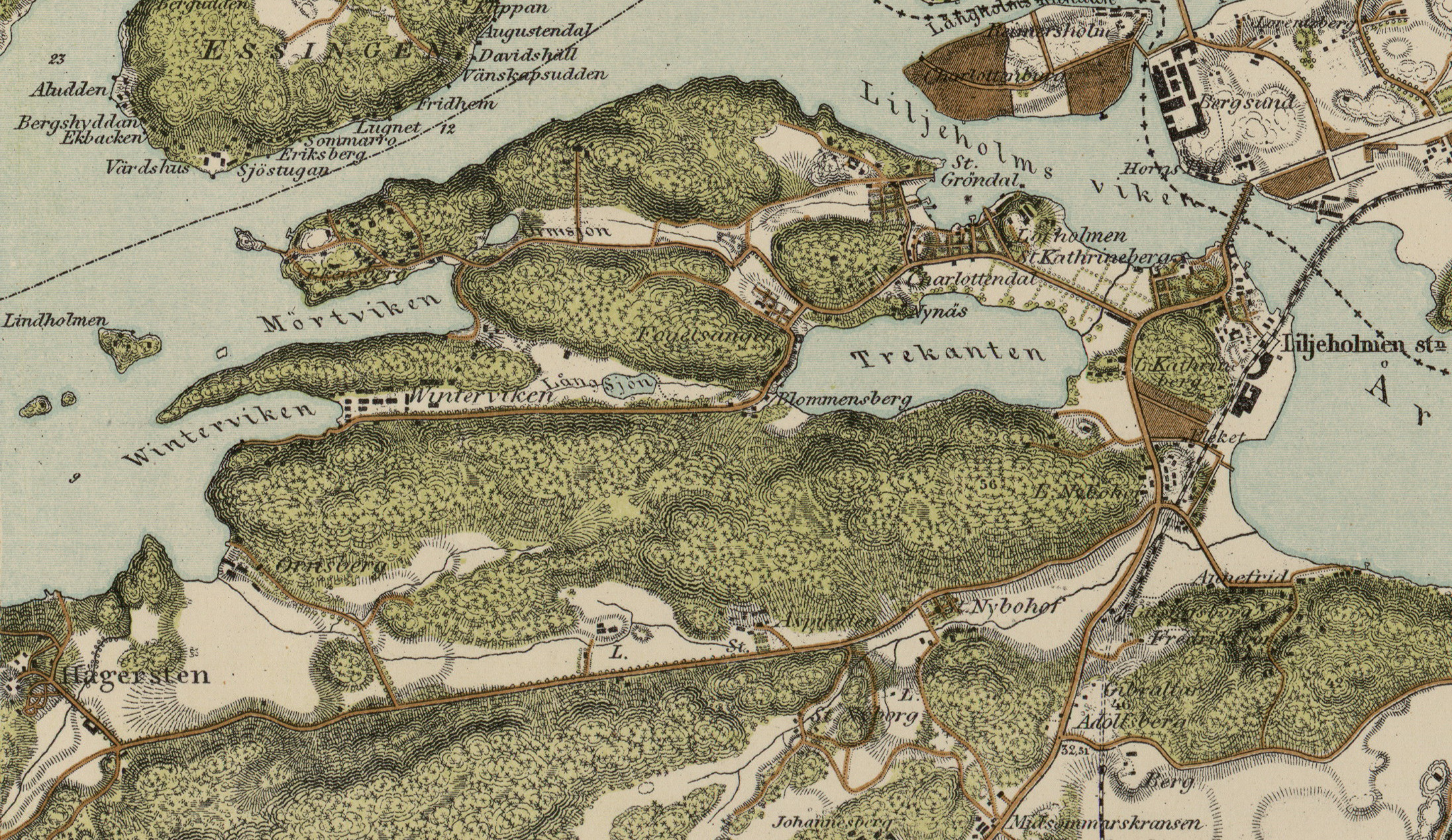
Gröndal och omgivningar, 1861.

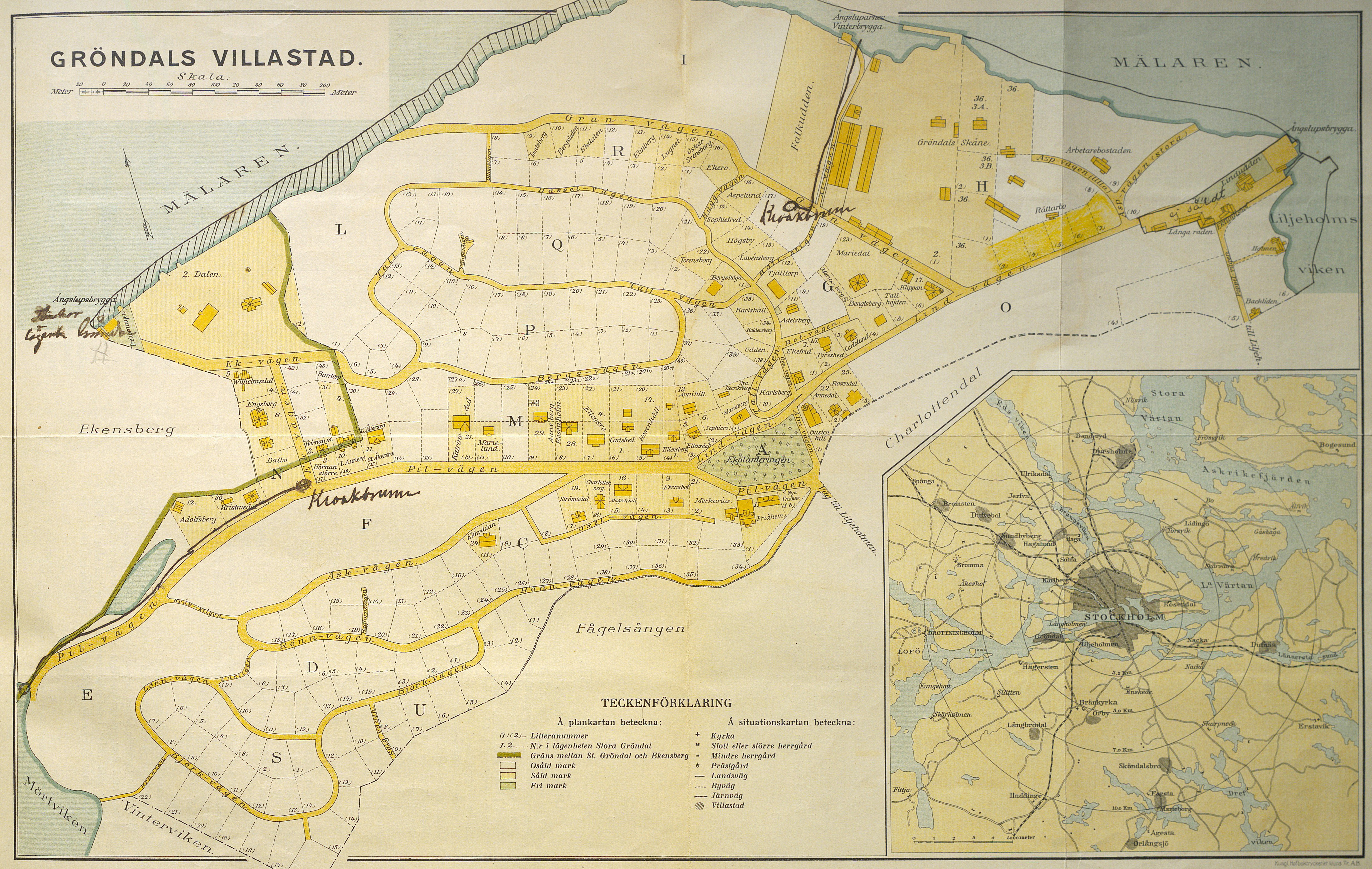
Gröndals villastad 1904.

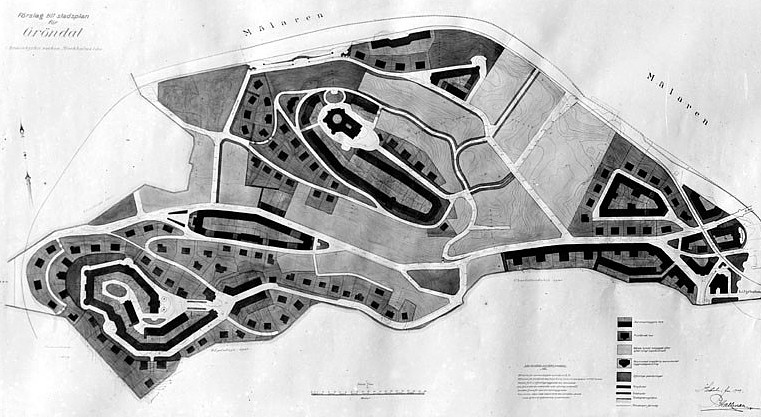
Per Olof Hallmans stadsplan från 1909.

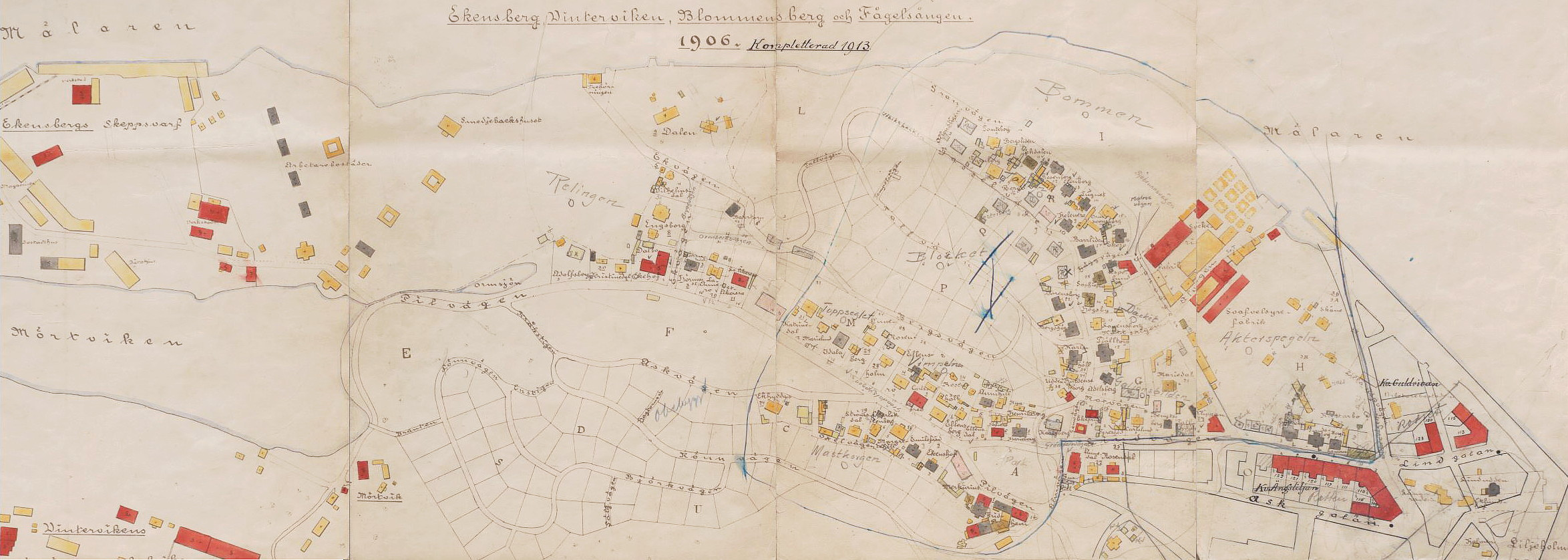
Gröndals villor 1906, kompletterad 1913.

Stora Gröndal, som gav stadsdelen sitt namn, låg i östra Gröndal nära Gröndalshamnen, idag Gröndalsvarvet. Stora Gröndals huvudbyggnad uppfördes 1781 och blev i början av 1900-talet ombyggd för fabrikören Robert Friestedt till en stor villa kallad Lindudden. Byggnaden revs 1957 och sedan 1970-talet finns ett barndaghem på platsen. Bara kvarteret Gröndalsgården påminner idag om gården. 
Stället hörde tidigare till Hägerstens gård, men friköptes 1779. Det kom därefter att främst nyttjas som sommarnöje. Inom den nuvarande stadsdelens gränser fanns vid den tiden ytterligare sommarnöjen, exempelvis Stora Fågelsången, Charlottendal och Ekensberg. På 1830-talet fanns det sex reguljära roddbåtsförbindelser och fyra vevslupsförbindelser till Gröndal och Liljeholmen från centrala Stockholm; de flesta utgick från Riddarholmskanalen.
Efter Västra stambanan och Liljeholmens stations tillkomst på 1860-talet förändrades emellertid områdets karaktär. Industrier började anläggas, exempelvis Ekensbergs Varv vilket startade 1873. Fler industrier växte fram, bland annat en svavelsyrefabrik och snickerifabrik. Nynäs var ett sådant industriområde, beläget vid norra sidan om sjön Trekanten. Här fanns fram till 1980-talet arbetarbostäder och småindustrier. Idag är området en park. Strax sydväst om Nynäs ligger Trekantenbadet.
Från 1910-talet fram till 1950-talet fanns också en livlig varvsindustri för fritidsbåtar i Gröndal. Under 1920- och 1930-talen fanns inte mindre än tre parallella rörelser vid Liljeholmsviken. Janssons Båtvarv och Nya Varvet, som tillverkade både segel- och motorbåtar, hade sin verksamhet vid Gröndalshamnen samt lite längre österut Lövholmsvarvet som förutom sin huvudproduktion av större tonnage även tillverkade Petterssonbåtar. Båtkonstruktören C.G. Pettersson hade kontor vid Lövholmsvägen under 1900-talets början. Av den historiska varvsverksamheten existerar idag bara Träbåtssällskapet Skeppsmyran (TSSM) som driver ett renoveringsvarv för träbåtar och även bevarar den gamla, av Stadsmuseet grönmärkta varvsbyggnaden som är en sista rest av den kåkstad för hantverk som fanns här. Vid Gröndals gamla ångslupsbrygga har Gröndals båtklubb sitt klubbhus och sin småbåtshamn sedan 1923.
År 1898 ingick Gröndal i det nybildade Liljeholmens municipalsamhälle. Samma år såldes den 41 hektar stora egendomen Gröndal till Gröndals Tomt- och byggnadsaktiebolag. Tomtförsäljning i större skala började dock inte förrän 1904. Det var tänkt som ett mönstersamhälle med ordnad stadsplan för "såväl affärsmannen, fabrikanten och hantverkaren som för den skötsamme arbetaren". Resultatet blev ett annat med en mer spontan utbyggnad längs Pilvägen och Lindvägen (dagens Gröndalsvägen) och uppe på Ormberget. En kåkstad växte snabbt fram, och i ett reportage i Dagens Nyheter sommaren 1905 kan man läsa att Gröndal saknar både ordentliga vägar samt vatten- och avloppsledningar.
Från 1908 kom Stockholms södra tomt AB att leda denna exploatering. Företaget hade för 3,5 miljoner kronor köpt den mark som tidigare ägts av Gröndals Tomt- och Byggnadsaktiebolag. Stadsdelen hade då börjat bebyggas med stora hyreshus och en stadsplan hade upprättats där byggnader upp till fem våningar tilläts. Bara under 1910 uppfördes 15 femvåningshus med 1–5 rum och kök, alla utrustade med vattenklosett, något nytt vid denna tid. Hyresbeloppen (per år) var för 1 rum med kök och tambur 250-300 kronor, för 3 rum med kök och tambur 600-700 kronor och för 4 rum med kök och tambur 750-850 kronor. Enligt samtida reklam alla försedda med nutida inredning samt vatten- och sfloppsledninger jämte vattenklosetter äfvensom inom kort tid gas och elektricitet från Stockholms stad.
År 1909 upprättades en första stadsplan, signerad Per Olof Hallman. Han hade tänkt sig en kyrka på Ormberget. Hans stadsplan förverkligades inte. 1917 kom en ny stadsplan, här angavs en sluten kvartersbebyggelse upp på Ormberget och längs med Gröndalsvägen som blev stadsdelens huvudgata. I övrigt innebar stadsplanen en bekräftelse på den befintliga bebyggelsen med industrier och villor. 1913 uppgick Gröndal tillsammans med resten av Liljeholmens municipalsamhälle och Brännkyrka kommun i Stockholms stad. 

### Historiska bilder

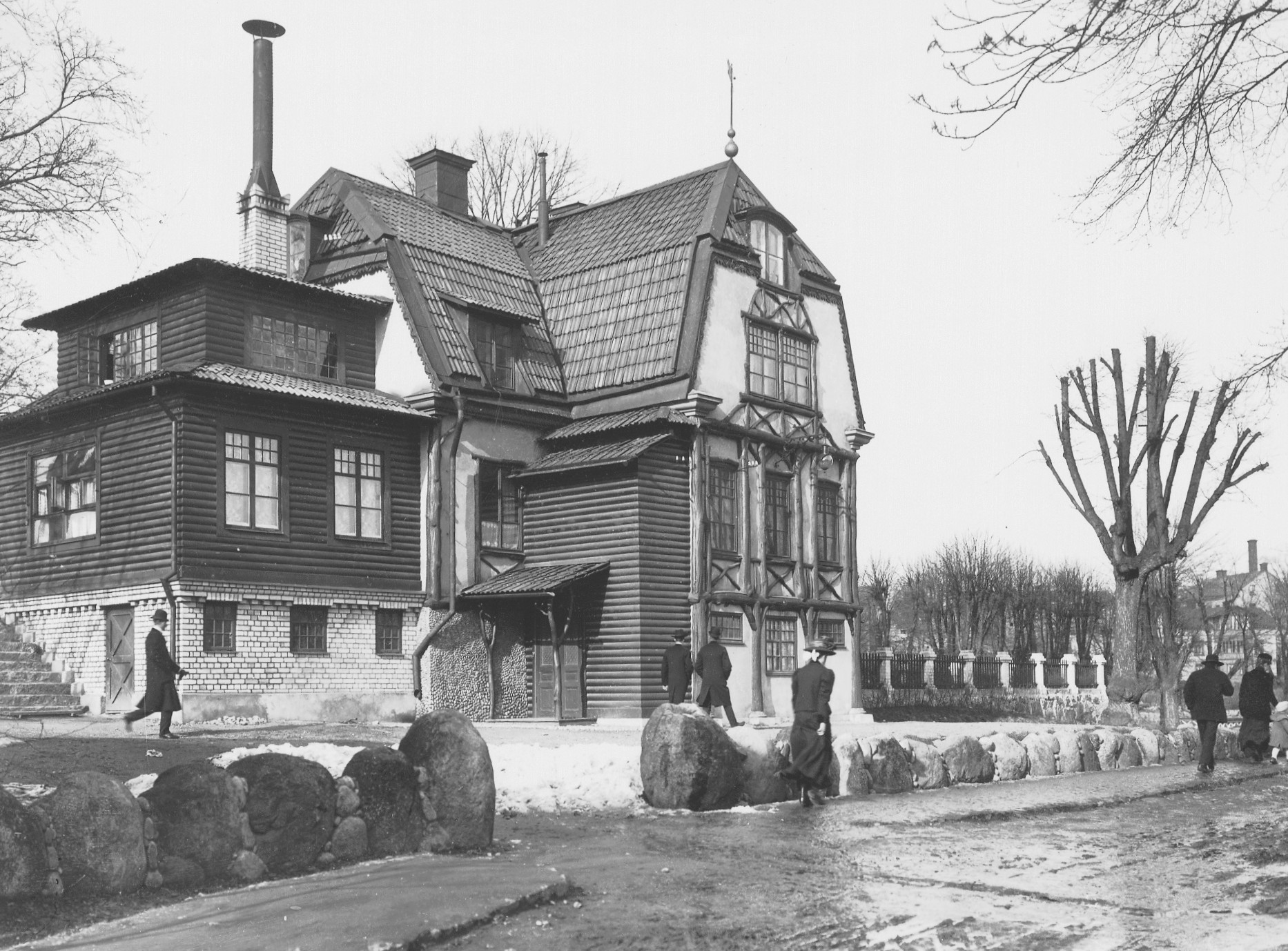
"Villa Lindudden", Gröndalsgårdens huvudbyggnad 1909.
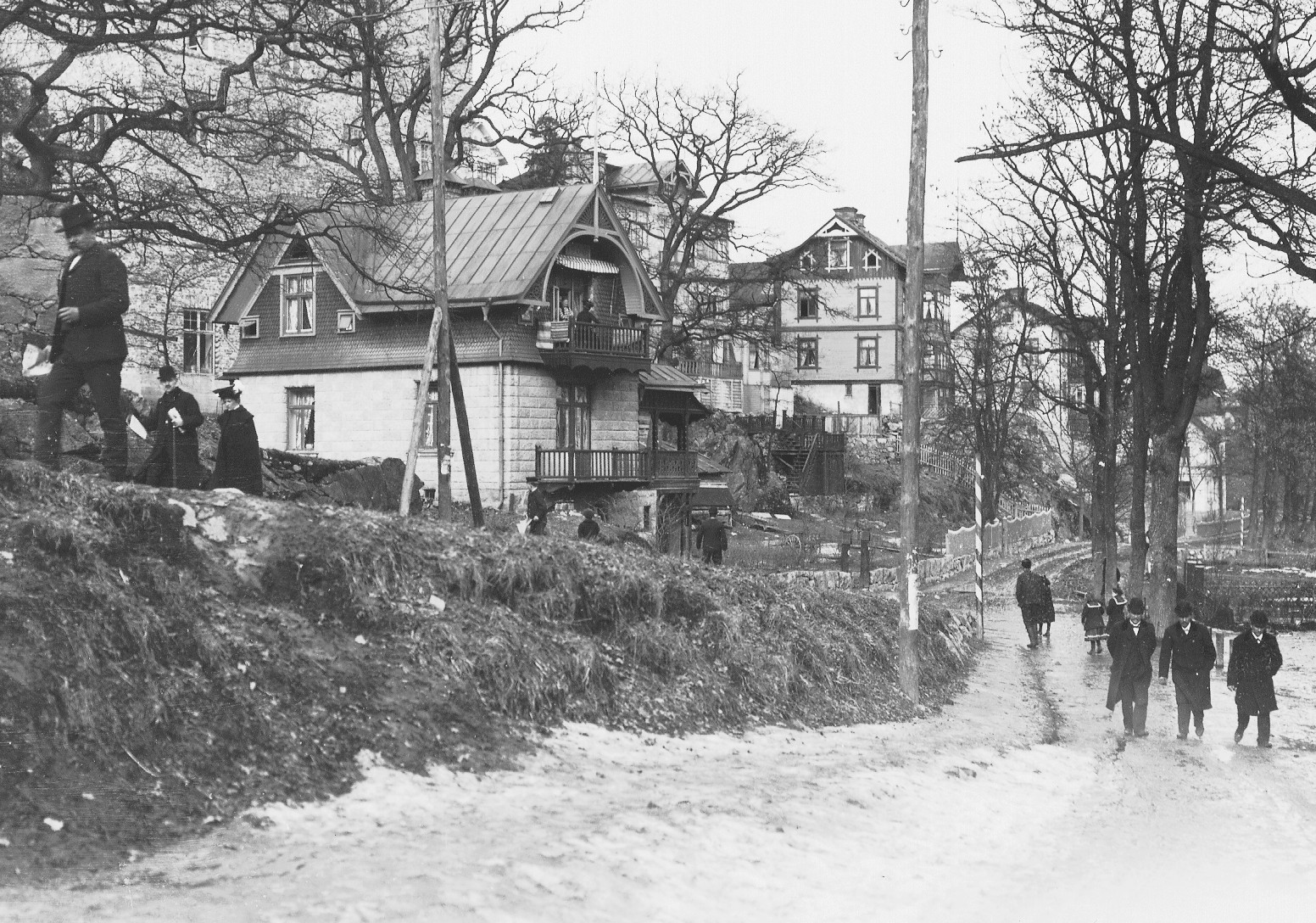
"Villa Ekefrid" 1908, dagens Gröndalsvägen 58.
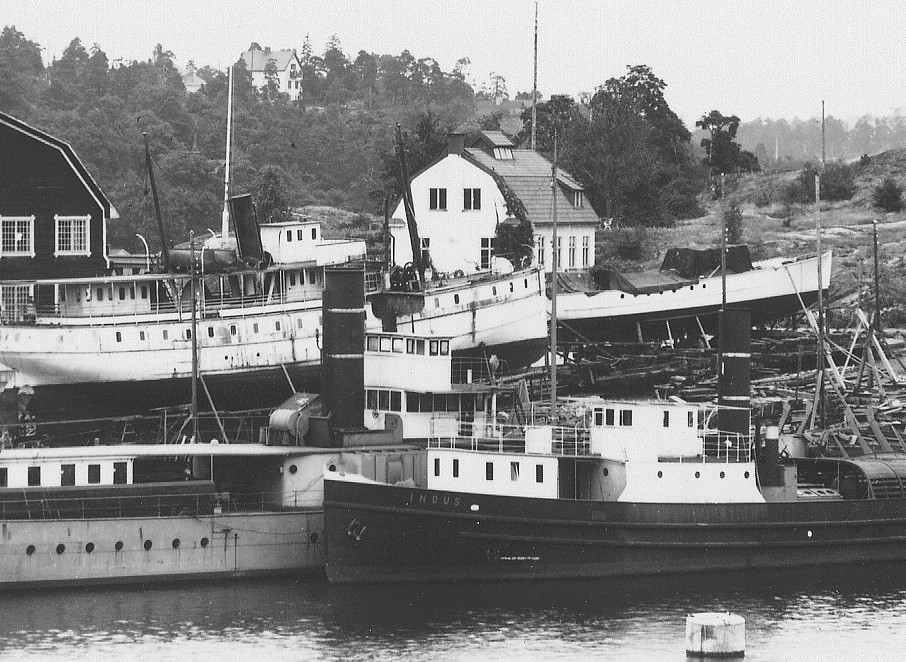
Ekensbergs varv och värdshus, 1931.
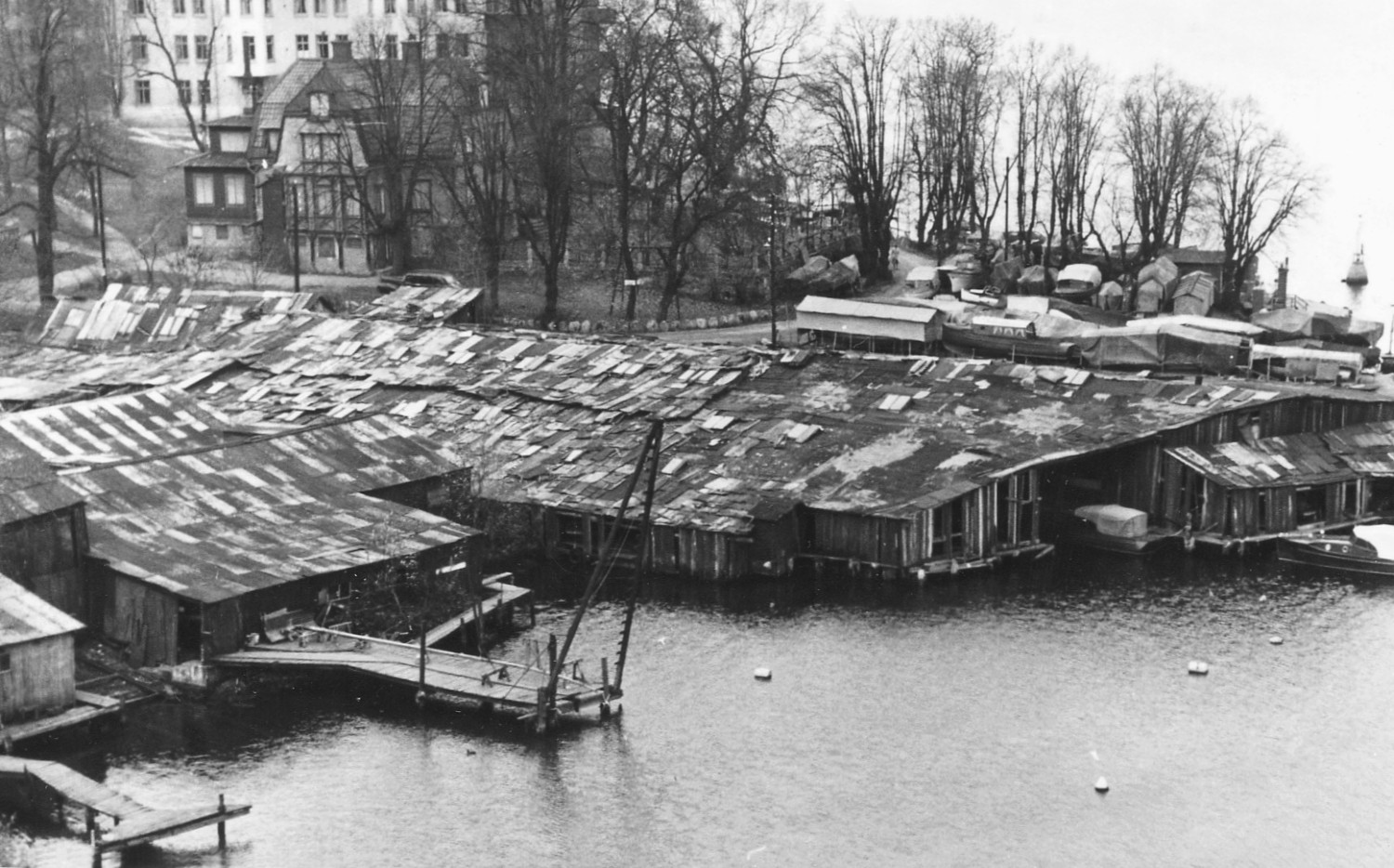
Gröndalshamnens kåkstad, 1954.
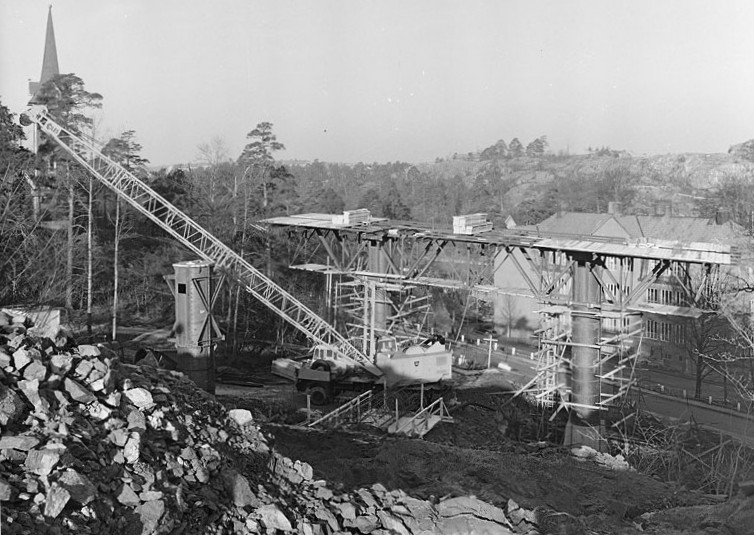
Blommensbergsviadukten under uppförande, 1961.

### Det moderna Gröndal

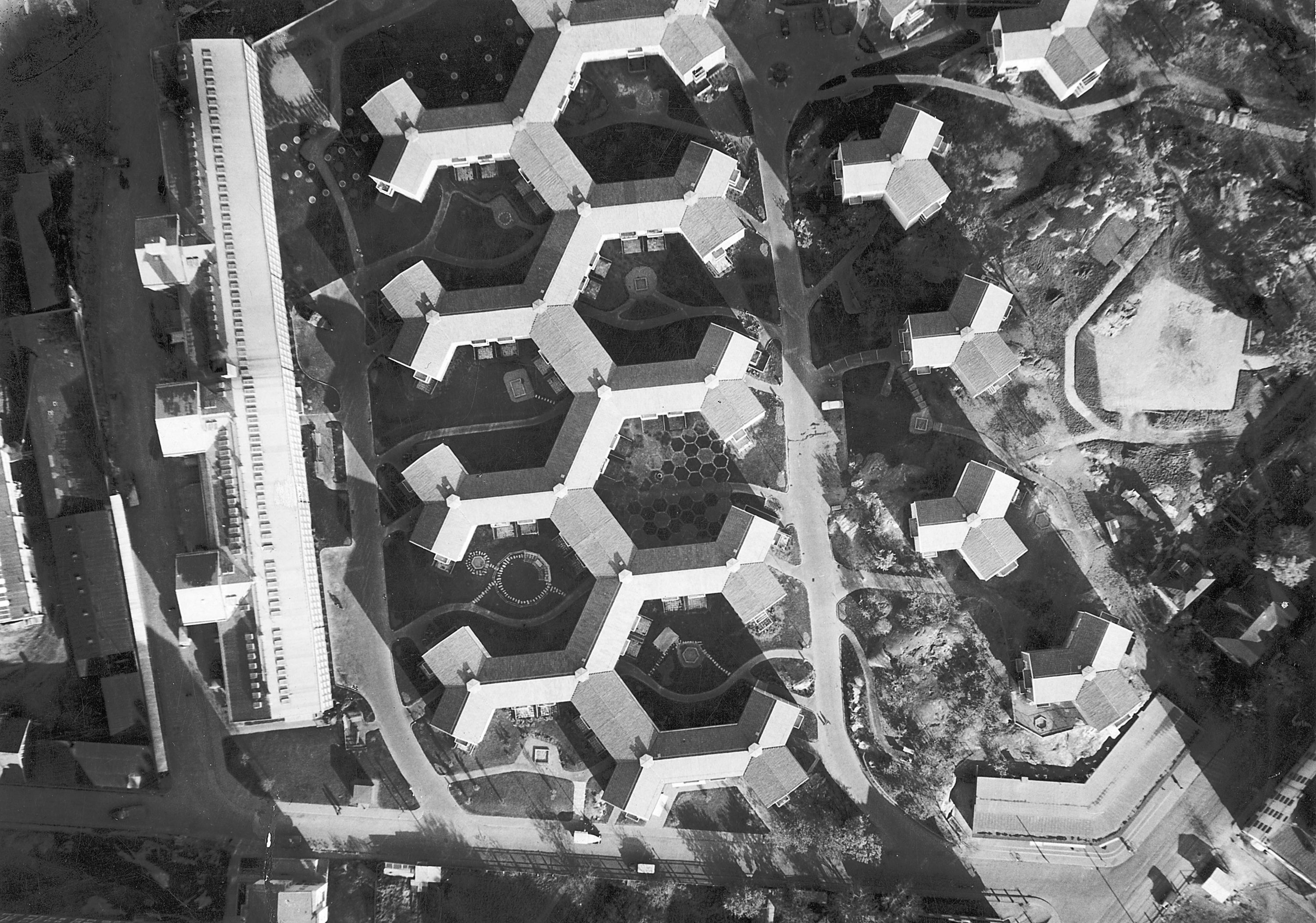
Gröndals stjärnhus 1950-tal.

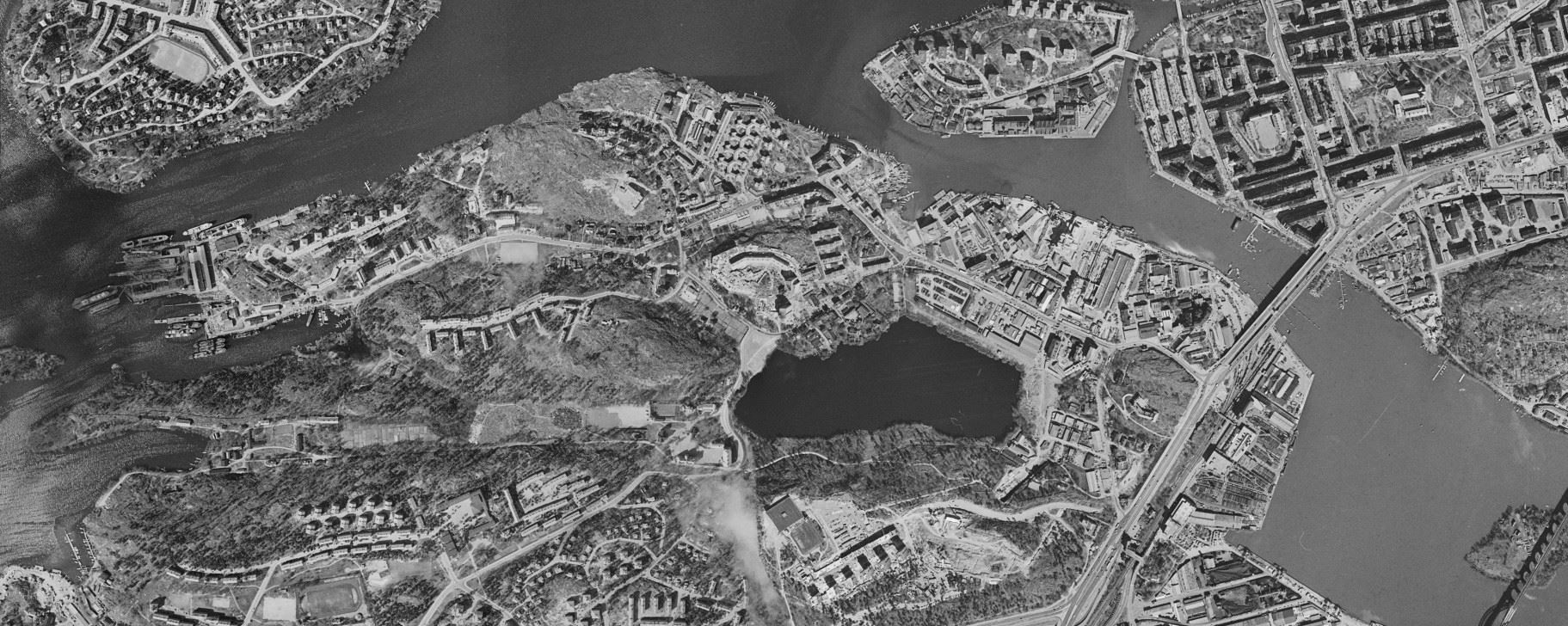
Liljeholmen och Gröndal från luften 1960.

År 1934 blev Gröndal en stadsdel i Stockholms stad. Under 1940-talet blev Gröndal känt genom den sanering av industrier och bristfälliga bostäder som byggmästare Olle Engkvist lät genomföra. I dess plats uppfördes bland annat de berömda stjärnhusen och terrasshusen ritade av Backström och Reinius. En del av fabrikerna kom dock att ligga kvar och nya tillkom även, exempelvis en industribyggnad för LM Ericsson. 
På 1960-talet anlades Essingeleden som skär genom Gröndal och Liljeholmen. I samband med detta stora vägbygge uppfördes även tre stora broar som berör Gröndal; Gröndalsbron, Gröndalsviadukten och Blommensbergsviadukten. Under 1970-talet var industriernas tid i Gröndal helt förbi. Ekensbergs Varv nedlades 1972 och området bebyggdes under 1980-talet med bostäder. Idag påminner bland annat den gamla sjökrogen "Ekensbergs värdshus" från mitten av 1700-talet, som var varvets kontor, om den tidigare varvsepoken. Huset är ombyggd till bostadshus och k-märkt. Vid slutet av Mörtviken ligger den så kallade "Ekensbergsfemman" (även Gula Villan), en arbetarbostad, som enligt uppgift skall tidigare ha stått inne på varvsområdet, men senare ha flyttats till sin nuvarande plats. I anslutning till Gula Villan lät Stockholmshem bygga pensionärshemmet Eken som stod färdigt 1957. Anläggningen ritades av Nils Sterner, chefsarkitekt vid Stockholms stads fastighetskontor och består av ett höghus med 146 enrumslägenheter och fem små längor anordnade i en båge i ett och ett halvt plan med ett 30-tal enrumslägenheter.
År 1913 fanns ungefär ett hundratal villor i Gröndals villastad. Idag kvarstår bara ett fåtal, bland dem märks "Villa Ekefrid" med dagens adress Gröndalsvägen 58 (ursprungligen Lindvägen 1). Huset i nationalromantisk stil uppfördes år 1900. Byggnaden är grönmärkt av Stadsmuseet i Stockholm, vilket innebär ”att bebyggelsen har ett högt kulturhistoriskt värde och är särskilt värdefull från historisk, kulturhistorisk, miljömässig eller konstnärlig synpunkt”.
Bostadsbebyggelsen på Ormbergets östra del längs gatorna Utkiksbacken och Sjöbjörnsvägen är den enda samlade bebyggelsen som finns bevarad av Stockholms typiska arbetarbostäder från sekelskiftet 1900. Bakom flera av dem stod Carl J. Forss som både ritade och byggde husen i egen regi, bland dem "Villa Linnéa", "Villa Furuberg" och "Villa Utsikten". Den senare har en lökkupol på taket vilken har blivit ett känt landmärke i Stockholms stadsbild. Husen var rivningshotade på 1970-talet men räddades och är idag kulturhistoriskt värdefulla, grönmärkta av Stadsmuseet och ett riksintresse för kulturmiljövården.
Senaste tillskottet av Gröndals bebyggelse är bostadsområdet Gröndal Strand som byggdes på platsen för Aromatics byggnad och Calor-Celsius' kontorshus. Här finns omkring 400 nybyggda lägenheter som blev inflyttningsklara på våren 2019. Största bostadskomplexet i Gröndal Strand utgörs av Balenum, vilket betyder "badhus" på latin. Byggherre var Genova som anlitade Arkipol (genom Andreas Martin–Löv Arkitekter AB) för arkitektuppdraget. Byggnaden nominerades till Årets Stockholmsbyggnad 2020 och hamnade på plats tre.

### Nutida bilder

Villor från Gröndals villastads tid
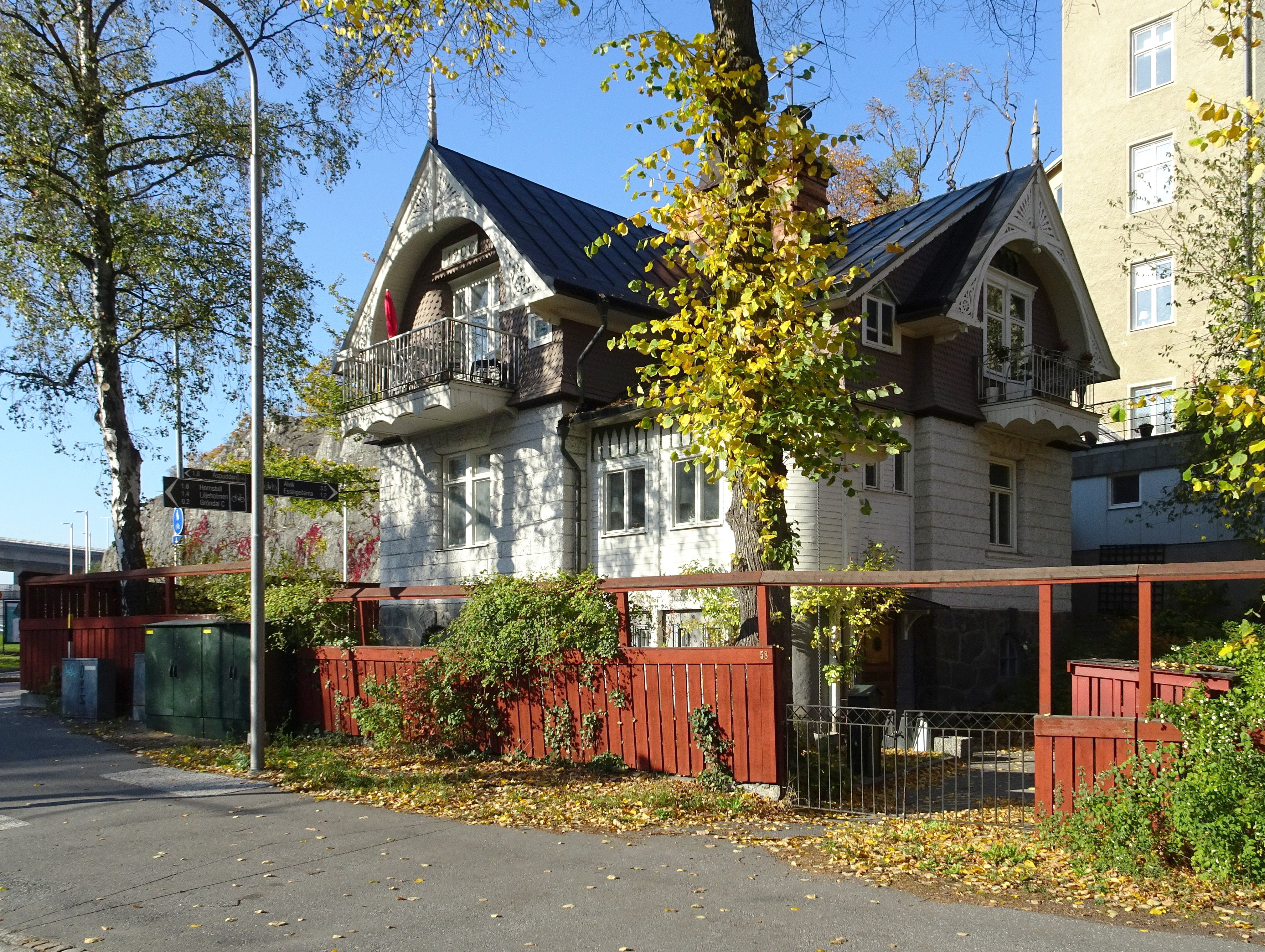
"Villa Ekefrid", byggår 1900 Gröndalsvägen 58.
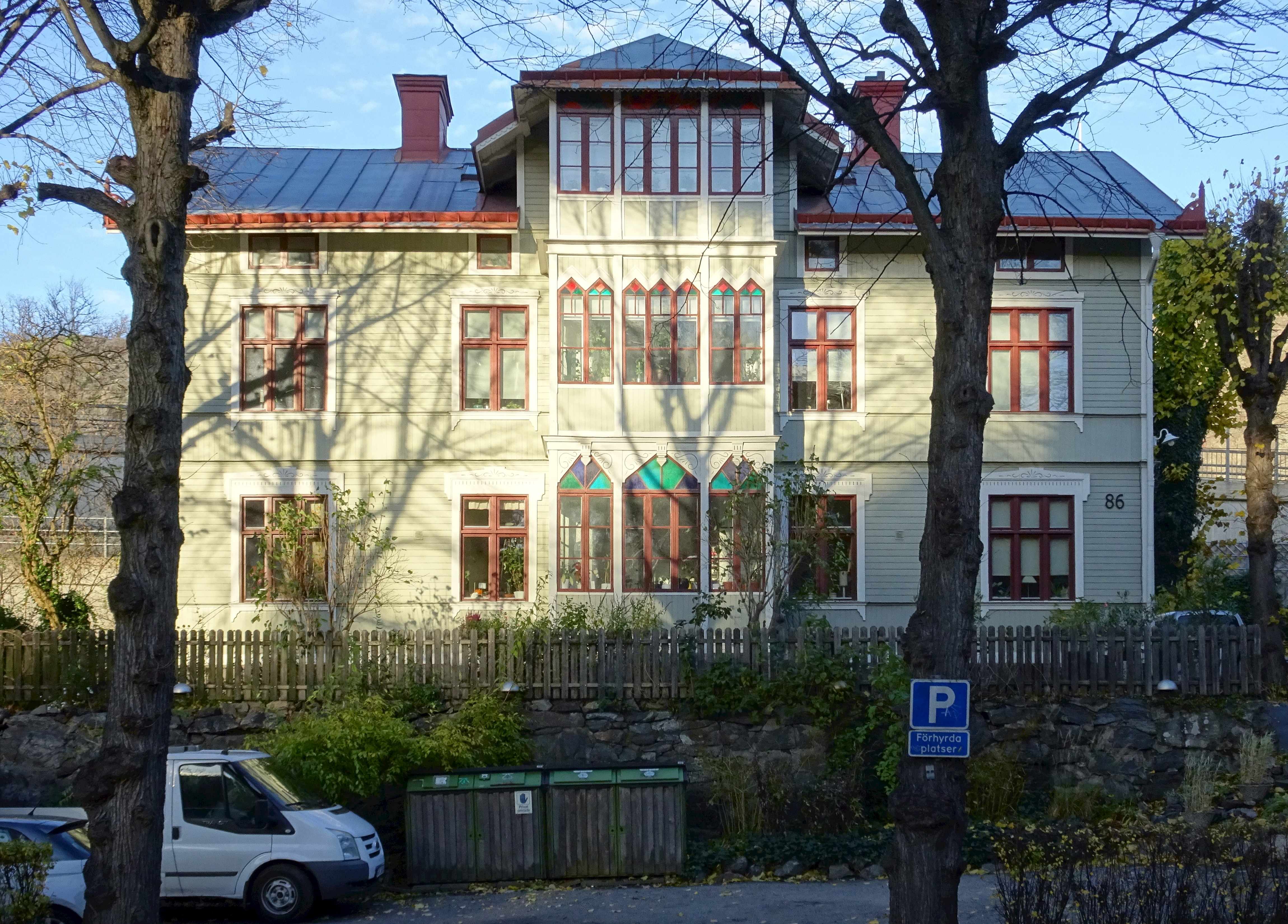
"Villa Ellensro", byggår 1902 Gröndalsvägen 86.
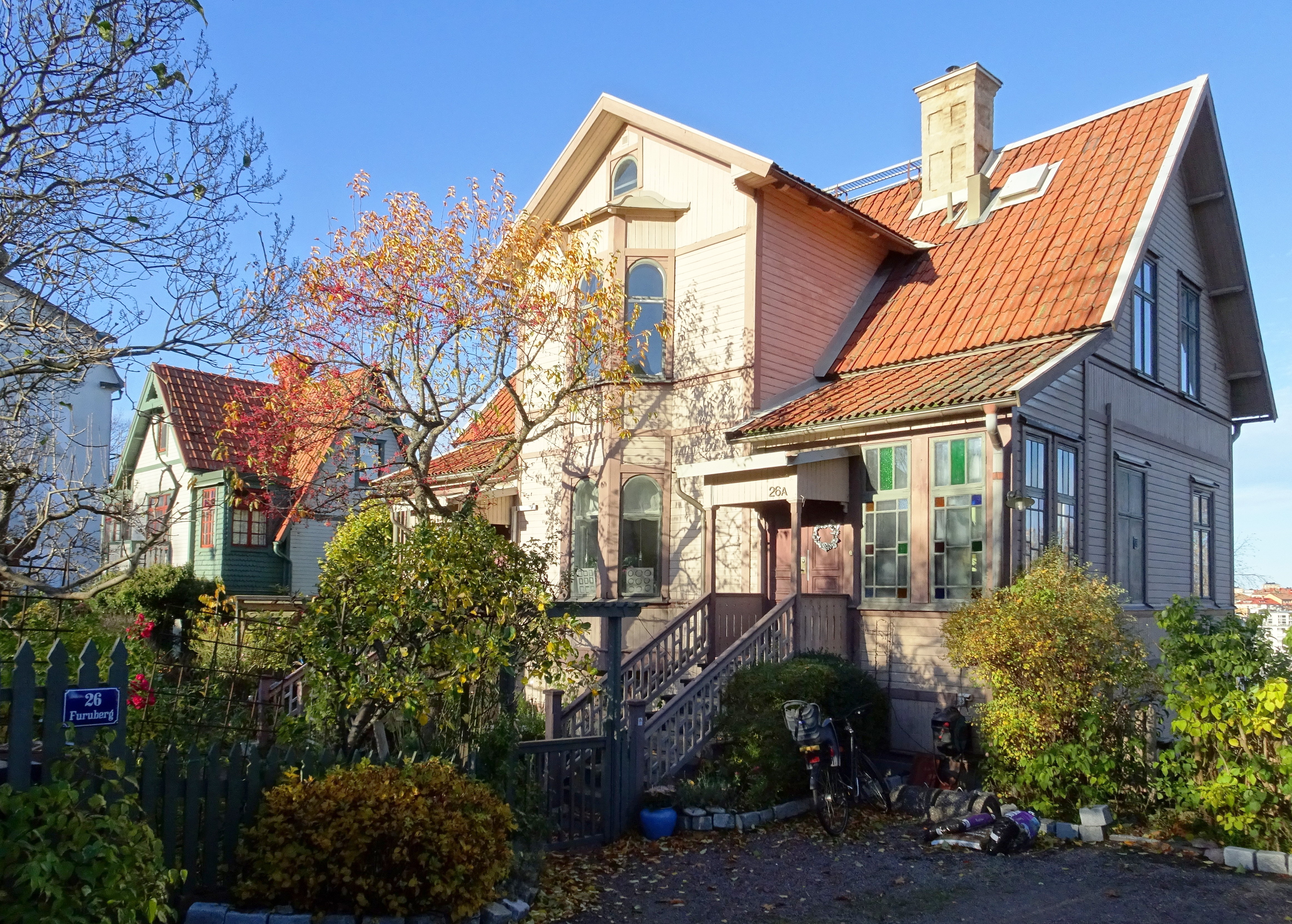
"Villa  Furuberg", byggår 1904 Utkiksbacken 26.
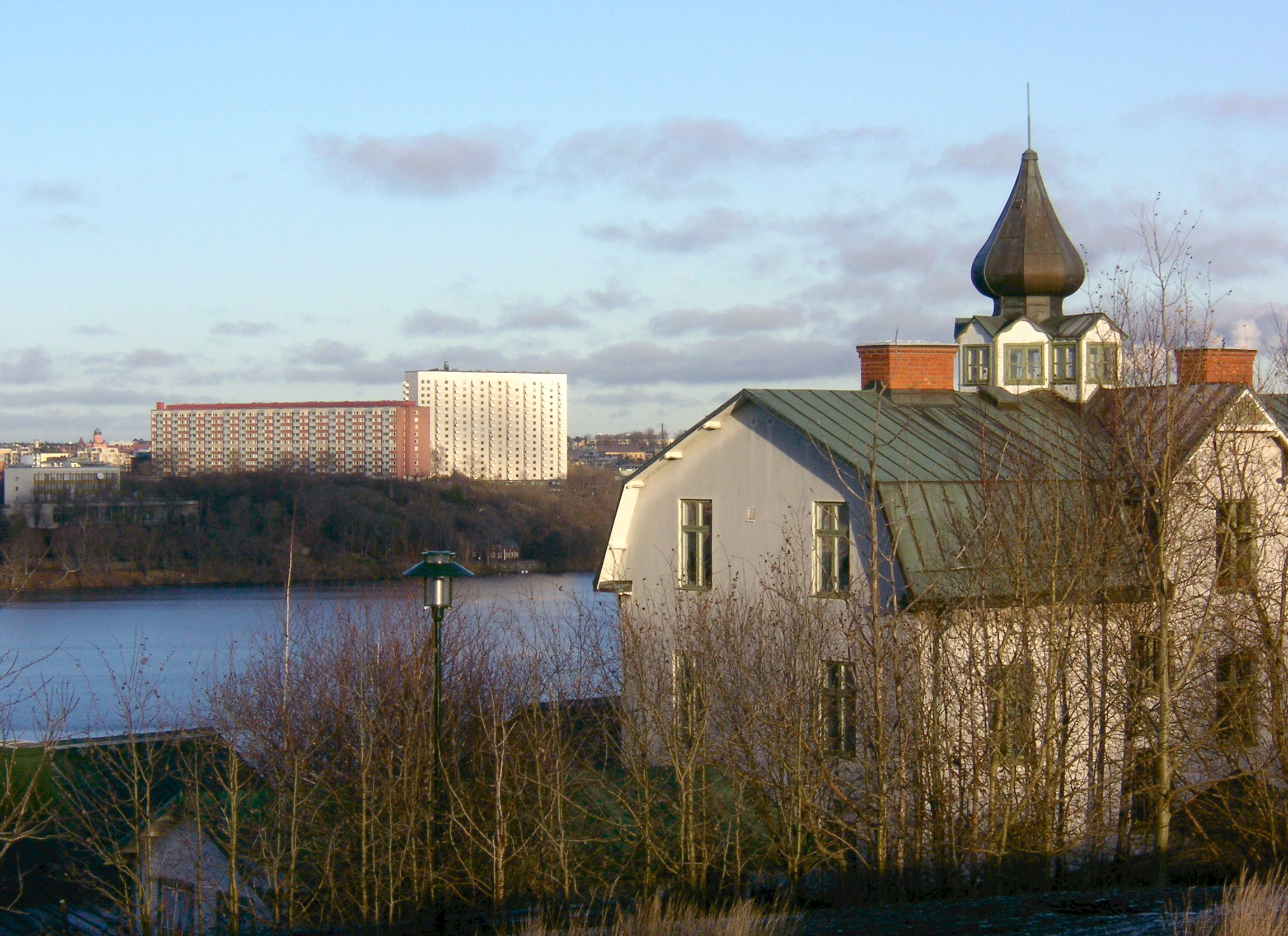
"Villa Utsikten", byggår 1906 Utkiksbacken 30.
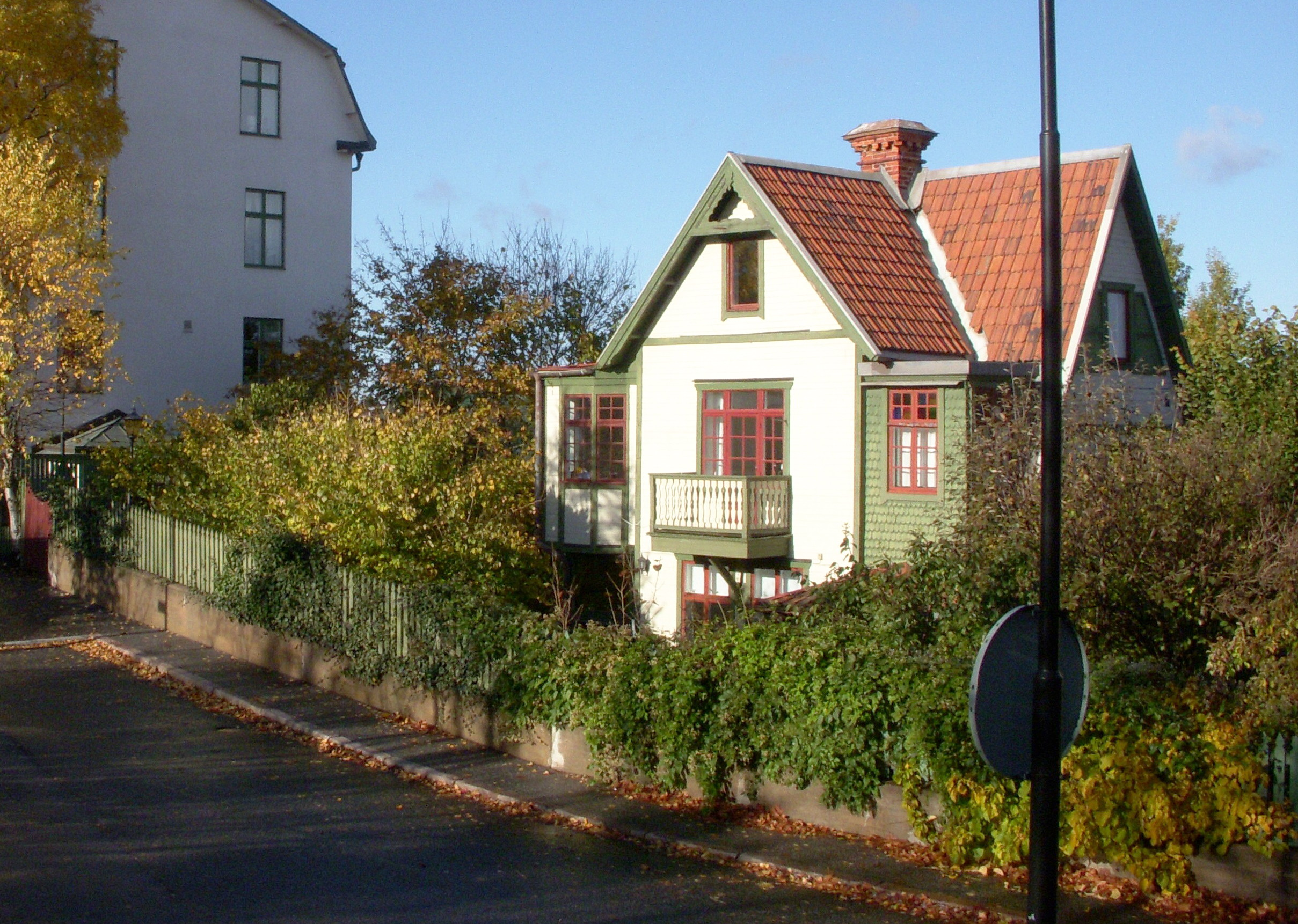
"Villa Linnea", byggår 1907 Utkiksbacken 28.

Gröndal idag
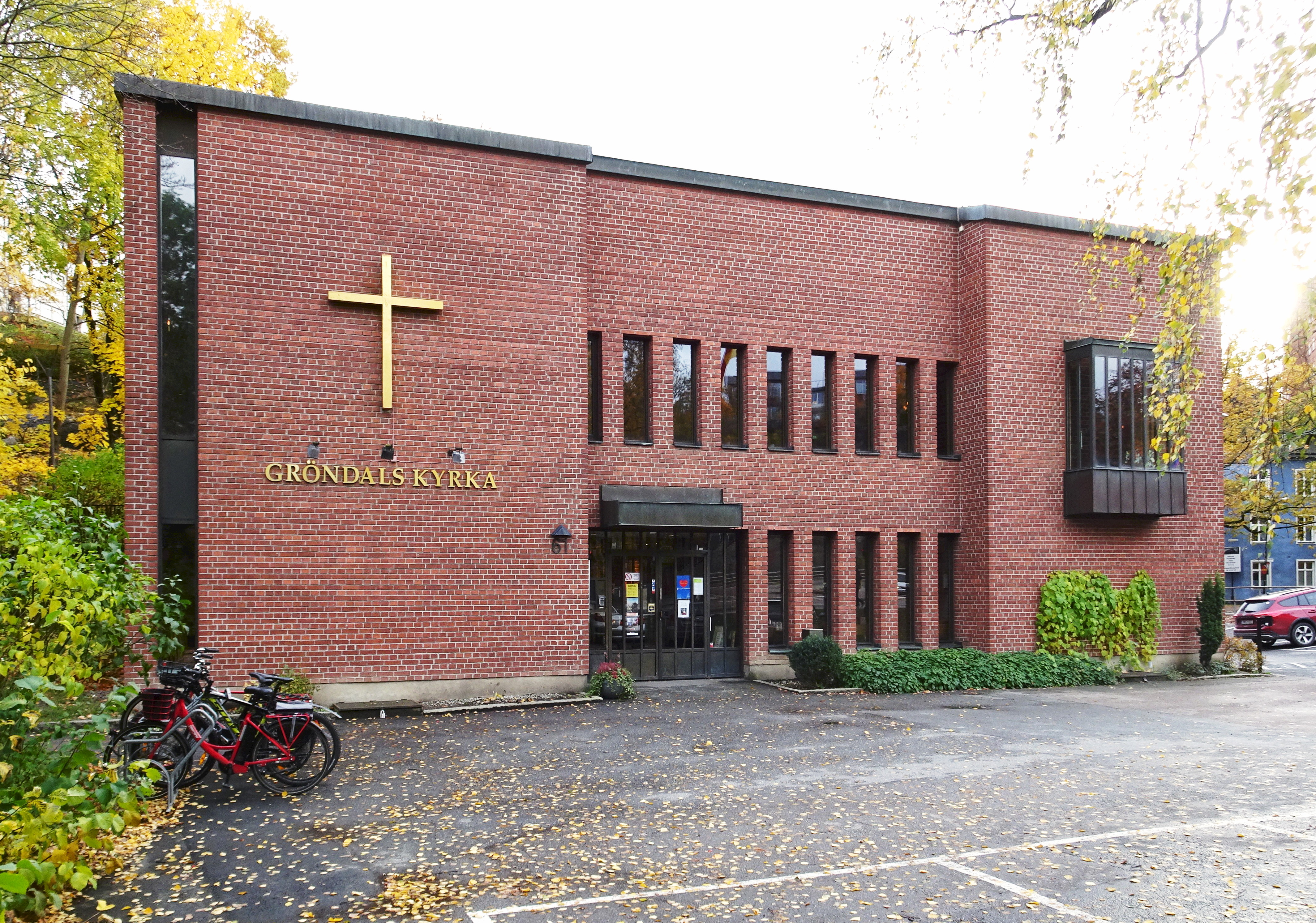
Gröndals kyrka, byggår 1969.
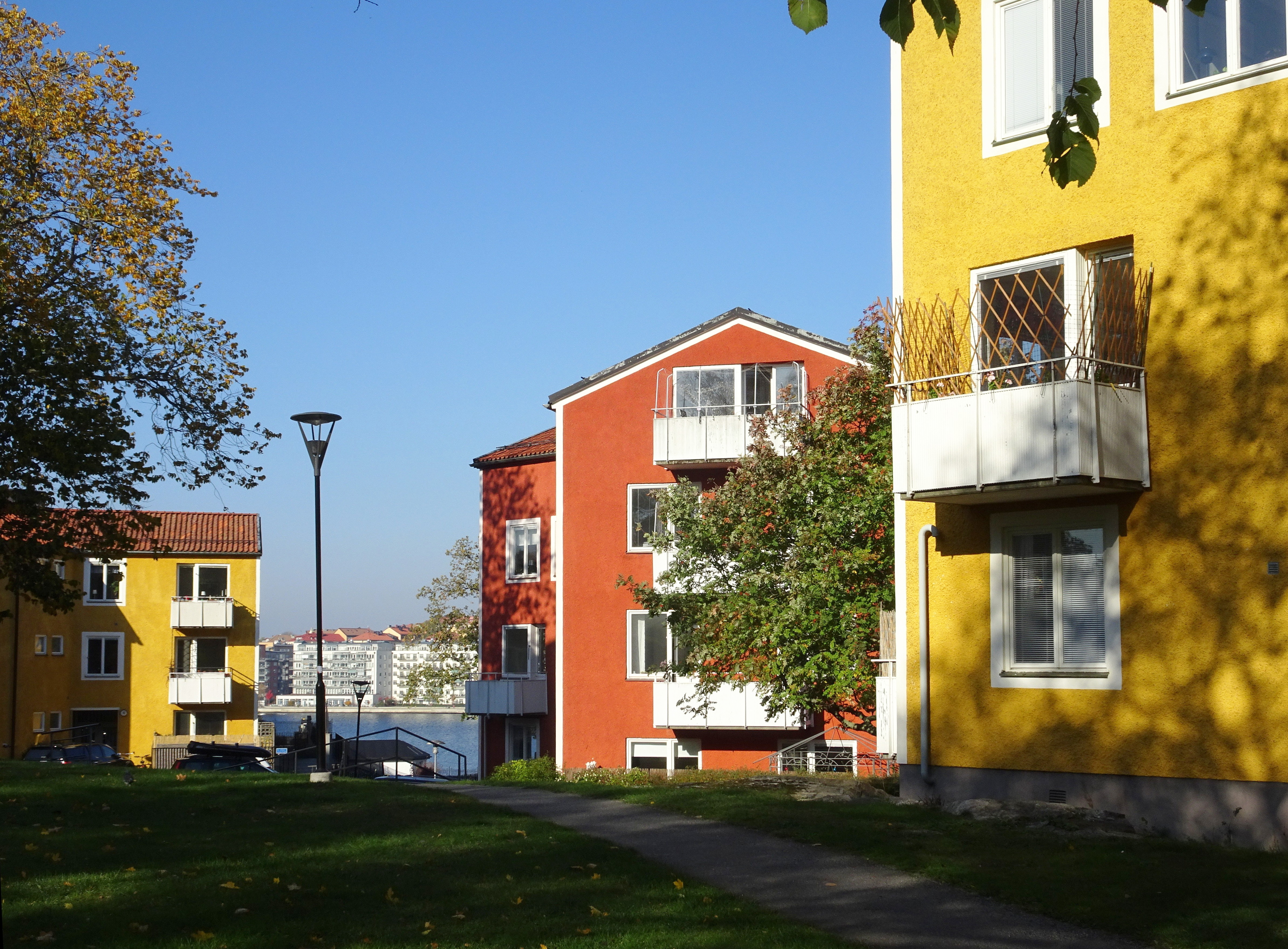
Stjärnhusen, byggår 1946 och 1962.
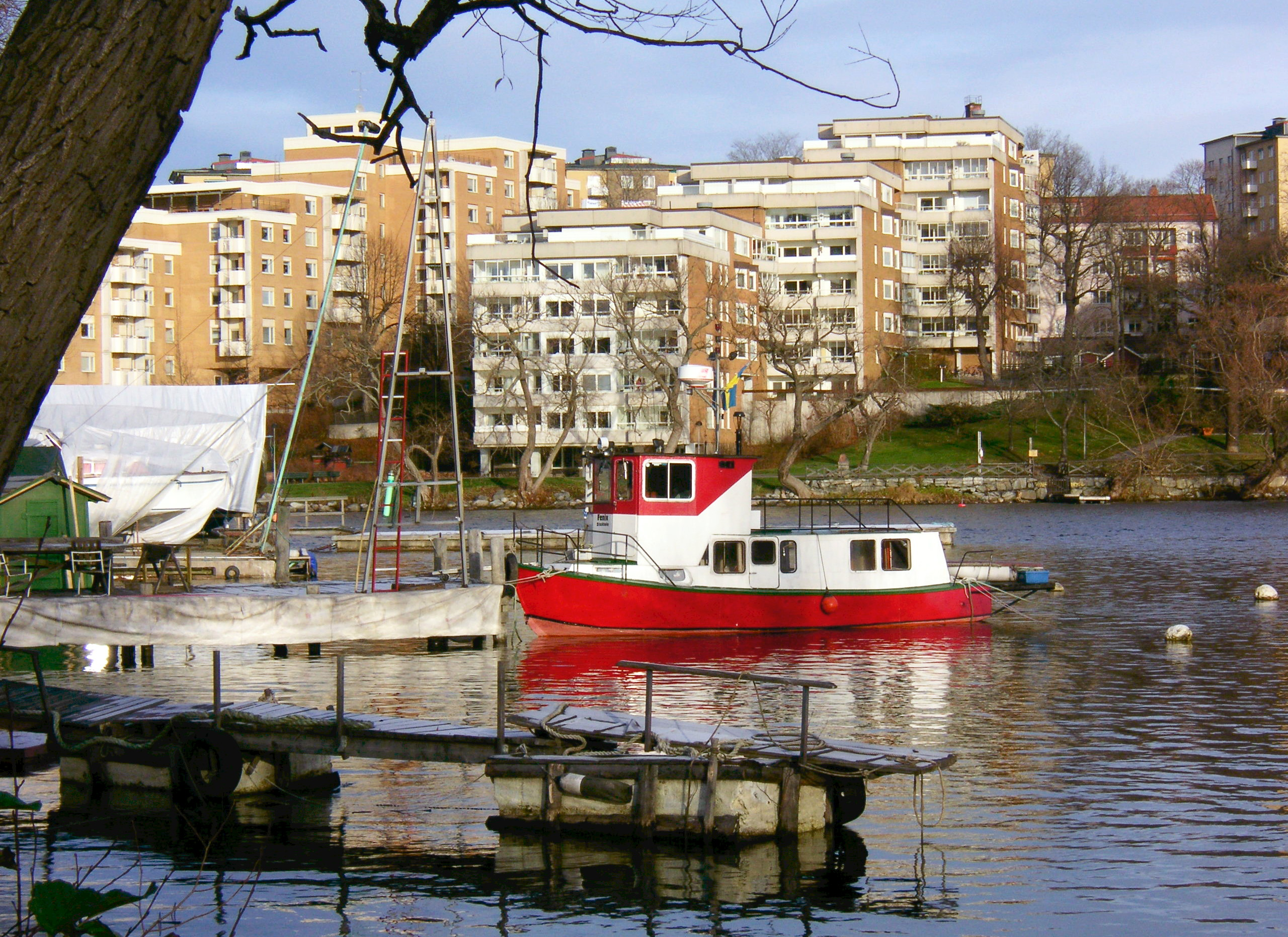
Gröndalsvarvet / Gröndalshamnen.
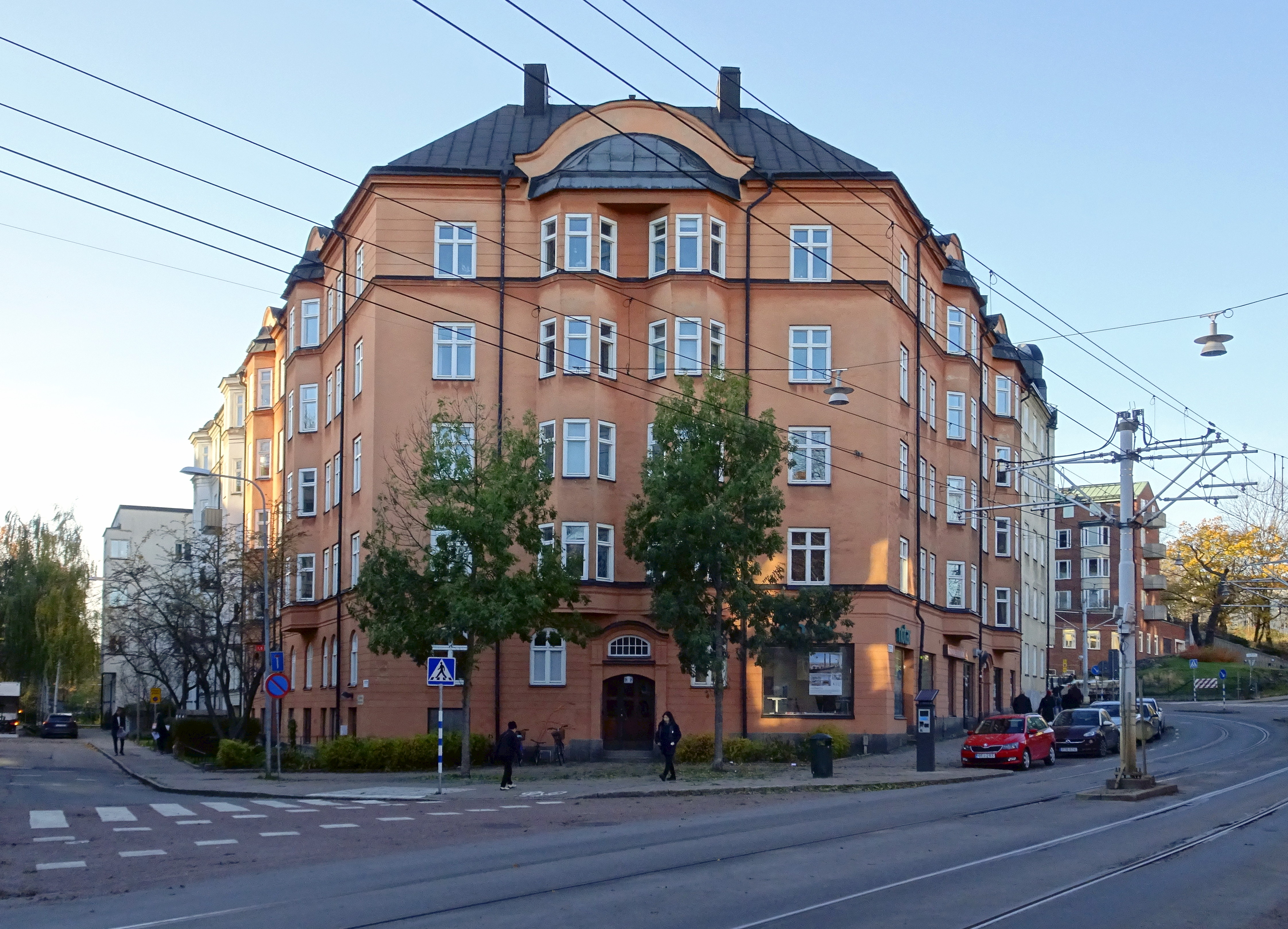
Gröndalsvägen 21, byggår 1913.
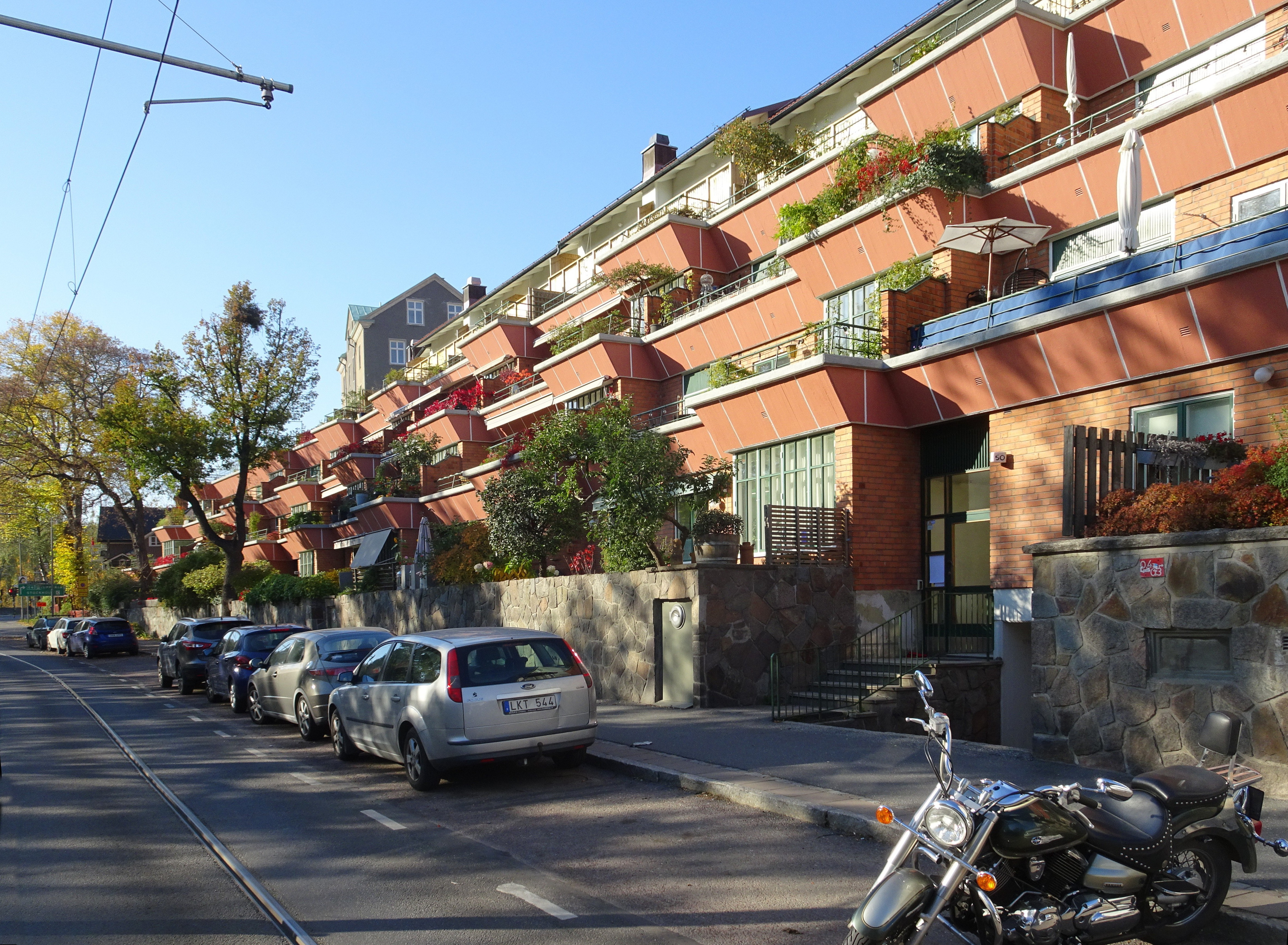
Terrasshusen, byggår 1949–1951.

## Byggnader och områden i Gröndal i urval
I alfabetisk ordning:
| Bild | Artikelnamn            | Adress, läge                            | Typ                             | Kort beskrivning |
| ---- | ---------------------- | --------------------------------------- | ------------------------------- | --- |
|      | Aromatics byggnad      | Bryggvägen 12-14                        | Industri                        | Aromatics byggnad uppfördes mellan 1945 och 1950 för Aromatic Industri AB efter ritningar av arkitekt Gunnar Jacobson. Huset blev känt för sin stora neonskylt. Skylten togs ner år 2014 och huset revs 2015. På platsen uppfördes sedan bostadsområdet Gröndal Strand 400 lägenheter.                                                                                                  |
|      | Blommensbergsskolan    | Blommensbergsvägen 116                  | Skola                           | Blommensbergsskolan är en kommunal grundskola som uppfördes mellan 1890- och 1920-talen efter ritningar av Georg A. Nilsson. |
|      | Blommensbergsviadukten | Del av Essingeleden                     | Motorvägsbro, viadukt           | Bron, som spänner över Vintervikens dalgång anlades samtidigt med Essingeleden i början av 1960-talet. Längden är 300 meter och den maximala spännvidden är 21 meter. |
|      | Charlottendal          | Gröndalsvägen 11                        | Malmgård                        | Charlottendal var en av flera mindre gårdar och torp som 1779 avsöndrades från Hägerstens gård och omvandlades till små herrgårdsliknande sommarnöjen. På 1950-talet bodde här byggmästaren Olle Engkvist. |
|      | Ekensberg              | Mellan Mörtviken och Essingesundet.     | Basområde                       | I västra delen av området låg åren 1873-1971 Ekensbergs Varv. Efter det att varvsverksamheten avvecklats uppfördes bostadshus på 1980-talet, de nyaste är byggda 2009. |
|      | Ekensbergs Varv        | Mellan Mörtviken och Essingesundet.     | Skeppsvarv                      | Ekensbergs varv anlades år 1873 av Stockholms Transport- & Bogserings AB. Verksamheten lades ner 1971 av dåvarande ägare Salénrederierna. |
|      | Ekensbergs värdshus    | Gröndalsvägen 184.                      | Värdshus, kontor föreningslokal | Byggnaden härrör från 1700-talets första hälft och fungerade tidvis som sjökrog, därav namnet ”värdshus”. Under 100 år fanns Ekensbergs Varvs kontor i huset. Idag är byggnaden k-märkt och innehåller utrymmen för den lokala hyresgästföreningen. |
|      | Gröndalsbron           | Del av Essingeleden                     | Motorvägsbro, spårvägsbro       | Bron sträcker sig över Essingesundet mellan Gröndal och Stora Essingen. Den består av tre delsegment på 70, 120 och 70 meter längd och har en segelfri höjd på 26 meter. |
|      | Gröndal Strand         | Bryggvägen.                             | Bostadsområde                   | Gröndal Strand innehåller 400 lägenheter (bostadsrätter och hyresrätter), nya grönområden och en bryggpromenad längs Mälaren som sammanknyter befintliga bryggpromenader i öster och väster. Inflyttning skedde på våren 2019. På platsen fanns tidigare Aromatic Industri AB, Calor-Celsius kontorshus och klubbhuset för Örnsbergs kanotsällskap.                                     |
|      | Gröndals kyrka         | Gröndalsvägen 61                        | Kyrka                           | Kyrkan som tillhör Hägerstens församling i Stockholms stift invigdes 1969 och är byggd efter ritningar av arkitekterna Backström & Reinius. |
|      | Gröndalsviadukten      | Del av Essingeleden                     | Motorvägsbro                    | Bron, som spänner över Mörtvikens dalgång anlades samtidigt med Essingeleden i början av 1960-talet. Längden är 300 meter och den maximala spännvidden är 21 meter, samma mått som Blommensbergsviadukten. |
|      | Gula Villan            | Gröndalsvägen 153                       | Bostadshus                      | Gula villan, även kallad "Ekensbergsfemman", var ursprungligen bostadshus för arbetare vid Ekensbergs varv och uppfördes troligen omkring 1880. |
|      | Lindholmen             | Mörtviken                               | Ö med fritidshus                | Lindholmen är drygt 220 meter lång och knappt 80 meter bred och saknar permanentboende. Lindholmen och grannön Rotholmen köptes på 1880-talet av urmakaren Johan Gustaf Linderoth, som var ägare till hovurmakeriet Linderoths ur. Sedan år 2000 förvaltas Lindholmen av föreningen Fritidsgården Klubbensborg.                                                                         |
|      | Lundbergs konditori    | Gröndalsvägen                           | Konditori och Café              | Lundbergs Konditori är ett anrikt konditori i hörnet Gröndalsvägen 44 / Sjöbjörnsvägen 2 som grundades 1946 av konditorn Kurt Lundberg. Verksamheten finns fortfarande under samma namn och i samma lokaler med huvudsakligen välbevarad inredning från 1940-talet. |
|      | Mörtviken              | Område söder om Ekensberg               | Vik, bostadshus, småbåtshamn    | I Mörtvikens dalgång byggdes på 1870-talet bostäder för arbetare i Alfred Nobels dynamitfabrik i Vinterviken. Som mest fanns här tre bostadshus, handelsbod, förråd och flera utedass, några finns kvar. |
|      | Ormberget              | Område i norra Gröndal                  | Berg, bostadshus, klippbad      | Ormberget är ett berg och ett område på norra Gröndal med kulturhistoriskt värdefull bebyggelse från sekelskiftet 1900 längs Utkiksbacken. Här finns även ett klippbad i Mälaren. |
|      | Ormsjön                | Vid Gröndalsvägen                       | Försvunnen sjö                  | Ormsjön låg i Mörtvikens dalgång och utgjorde en sista rest av det vattendrag som en gång i tiden hade förbindelse med Liljeholmsviken och Årstaviken via sjön Trekanten. Sjön existerade fram till 1900-talets början och gav namn åt den inte längre existerande Ormsjöplan i Gröndal.                                                                                                |
|      | Pensionärshemmet Eken  | Gröndalsvägen 148 Ekensbergsvägen 6 -80 | Äldreboende                     | Pensionärshemmet Eken var ett äldreboende på västra Gröndal. Bebyggelsen består av ett höghus vid Gröndalsvägen 148 och en radhuslänga vid Ekensbergsvägen 6-80. Anläggningen i kvarteret Bottenstocken ritades i slutet av 1950-talet av arkitekt Nils Sterner och är en god representant för tidens folkhemsarkitektur.                                                               |
|      | Stjärnhusen            | Kring Sjöbjörnsvägen                    | Bostadshus                      | Området uppfördes som stjärnhus åren 1944 till 1946 samt 1958 till 1962 av byggmästaren Olle Engkvist efter ritningar av arkitektduon Sven Backström och Leif Reinius. |
|      | Sjöfortet              | Sjöbjörnsvägen 66                       | Industri                        | Sjöfortet var Gyllings industrilokal från 1958 som 1967 köptes av KF och byggdes om till kontorslokaler. 1998 renoverades byggnaden och byggdes om till flerbostadshus. |
|      | Stora Fågelsången      | Längs Lövholmsvägen                     | Koloniträdgård, sommarnöje      | Stora Fågelsången var en av flera mindre gårdar och torp som i slutet av 1700-talet avsöndrades från Hägerstens gård och omvandlades till små herrgårdsliknande sommarnöjen. Se även Charlottendal och Stora Gröndal. |
|      | Stora Gröndal          | Lusuddsvägen                            | Herrgård, sommarnöje            | Stora Gröndal var en av flera mindre gårdar och torp som i slutet av 1700-talet avsöndrades från Hägerstens gård och omvandlades till små herrgårdsliknande sommarnöjen. Stället, som gav stadsdelen sitt namn, uppfördes 1781 och blev i början av 1900-talet ombyggt till en stor villa kallad Lindudden. Byggnaden revs 1957. Bara kvarteret Gröndalsgården påminner idag om gården. |
|      | Terrasshuset           | Gröndalsvägen 48-58                     | Bostadshus                      | Byggnaden uppfördes som terrasshus åren 1958 till 1962 av byggmästaren Olle Engkvist efter ritningar av arkitektduon Sven Backström och Leif Reinius. Terrasshuset i Gröndal var de första som uppfördes i Sverige. |
|      | Trekanten (sjö)        | Mellan Gröndal och Liljeholmen          | Insjö                           | Trekanten ligger i ett parkområde vid Liljeholmen-Gröndal. Fram till mitten av 1800-talet hette sjön Trehörningen. På norra sidan finns en badplats. |

## Demografi
År 2017 hade stadsdelen cirka 8 300 invånare, varav cirka 19,5 procent med utländsk bakgrund.

## Idrott
Gröndal har ett fotbollslag vid namn Gröndals IK, som spelar i division 1 norra sedan säsongen 2007. Gröndals bollplan ligger vid Gröndalsvägen mellan nummer 93 och 109.

## Kultur
Författarna Stefan Estby och Victor Estby har skrivit ungdomsböckerna Beskjuten, Jagad och Plåtad som alla utspelar sig i Gröndal. Musikern och producenten Pelle Gunnerfeldt har sedan 1999 inspelningsstudion Studio Gröndahl vid Sjöbjörnsvägen 3 i Galjonshuset. Här har en lång rad svenska och internationella indieartister spelat in skivor, däribland The Hives, The Bear Quartet, Moneybrother och Peter Bjorn and John. Scenen där rollfiguren Ingemar Johansson (Anton Glanzelius) i "Mitt liv som hund" köper en brödrost till sin döende mor spelades in i Gröndals järnaffär.

## Geografi

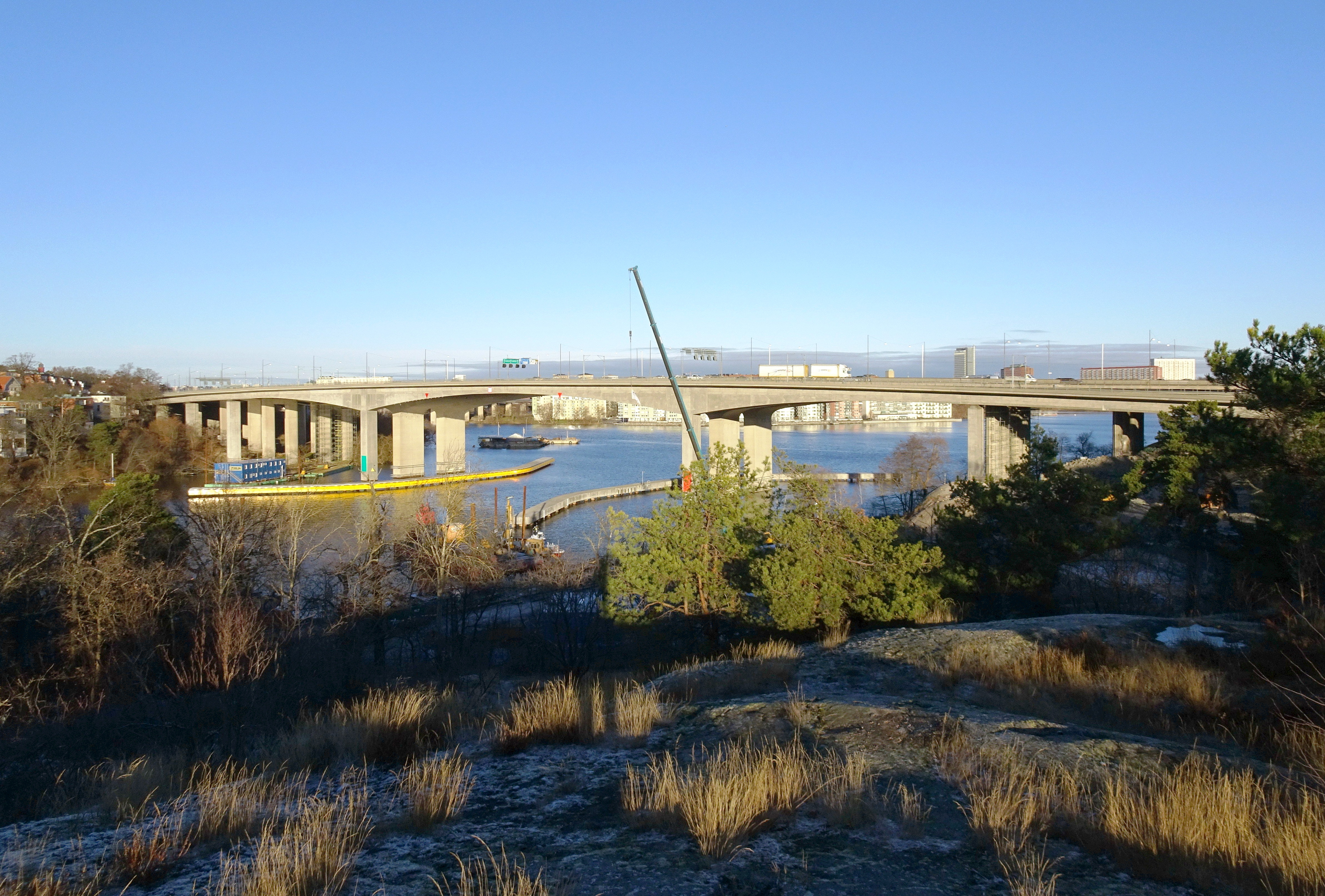
Ekensbergshöjden med Gröndalsbron i fonden, november 2015.

I alfabetisk ordning.
- Ekensbergshöjden
- Essingesundet
- Liljeholmsviken
- Lindholmen
- Mörtviken
- Ormberget
- Ormsjön
- Rotholmen
- Sannadalsberget
- Trekanten